# Jan Sklenář
Jan Sklenář (* 19. října 1978 Brno) je český herec a zpěvák, který v současné době působí v Divadle v Dlouhé v Praze. Jako zpěvák spolupracuje se symfonickým orchestrem Police Symphony Orchestra. V minulosti byl členem hereckého souboru Klicperova divadla.

## Životopis
Narodil se v Brně, kde i vyrůstal. V dětství studoval barokní zpěv na Základní umělecké škole Jaroslava Kvapila. Později začal navštěvovat i dramatický kroužek. Po absolvování gymnázia na třídě Kapitána Jaroše vystudoval v roce 2002 činoherní herectví na Divadelní fakultě Janáčkovy akademie múzických umění v Brně. Poté přijal nabídku angažmá v Klicperově divadle v Hradci Králové. Působil zde osmnáct sezón. V roce 2019 uzavřel registrované partnerství s hercem Miroslavem Zavičárem. S ním se ve stejném roce přestěhoval do Prahy, kde plánoval pracovat na volné noze. S příchodem pandemie covidu-19 ale nastoupil do souboru Divadla v Dlouhé. Dále hostuje v Divadle Na Fidlovačce, Divadle Kalich, Hudebním divadle Karlín, Národním divadle a Rock Café. V minulosti ho bylo možno spatřit na prknech Činoherního klubu, Národního divadla Brno, Městského divadla Brno, Městského divadla Zlín, Divadla Letí a Státní opery Praha.
Během studia na gymnáziu byl členem kapely Brow sugar a jistou dobu po něm byl členem kapely Zelená pára. V letech 2017–2023 byl hlavním zpěvákem Police Symphony Orchestra. Kromě toho také nazpíval šansony pro představení Suzanne Tanečního divadla Honzy Pokusila a spolu s francouzskou hráčkou na bicí nástroje Cécile Boiffin založil uměleckou skupinu Cilijen. S Miroslavem Zavičárem spolupracuje s ochotnickým divadelním souborem Vrchlický v Jaroměři. Se svou bývalou kolegyní z Klicperova divadla Martinou Eliášovou provozuje divadelní představení Oskar a růžová paní. Tři sezóny učil divadlu na Základní umělecké škole.
Hrál ve filmech Nuda v Brně, Narušitel a Vitaj doma, brate!. Objevil se v seriálech Černá sanitka, České století a Specialisté. V roce 2017 moderoval Ceny Czech Grand Design.

## Divadelní role (výběr)

### Klicperovo divadlo[3]
- 2001 William Shakespeare: Troilus a Kressida, Deifobus, režie Jakub Korčák
- 2002 William Shakespeare: Sen noci svatojánské, Demetrius, režie Jakub Krofta
- 2003 Vladislav Vančura: Pekař Jan Marhoul, Jan Josef, režie Jan Kačer
- 2004 Bedřich Smetana, Karel Sabina: Prodaná nevěsta, Vašek, režie Vladimír Morávek
- 2005 David Drábek: Akvabely, Ivan, režie Vladimír Morávek
- 2006 Jan Antonín Pitínský: Park (naivní román), Orlí Pero, režie Petr Štindl
- 2007 Nikolaj Vasiljevič Gogol: Revizor, Osip, režie Ivo Krobot
- 2008 Éric-Emmanuel Schmitt: Oskar a růžová paní, Oskar, režie Ivan Balaďa
- 2009 David Drábek: Ještěři, Ignác, režie David Drábek *
- 2010 David Drábek: Noc oživlých mrtvol, Goran, režie David Drábek
- 2011 Martin McDonagh: Mrzák inishmaanský, Billy, režie Jan Frič
- 2012 William Shakespeare: Richard III., Richmond / Lady Anna, režie David Drábek
- 2013 Václav Havel: Žebrácká opera, Macheath, režie Daniela Špinar *
- 2013 SKUTR (Martin Kukučka a Lukáš Trpišovský): Labutí jezero, Princ Siegfried, režie SKUTR
- 2014 Simona Petrů: Medvědi, Jan, režie Anna Petrželková
- 2015 David Drábek podle Alexandra Dumase: Tři mušketýři, Aramis, režie David Drábek
- 2016 Boris Vian: Pěna dní, Chick, režie SKUTR
- 2017 David Drábek podle Johanna Strausse ml.: Netopýr, Gabriel Eisenstein, režie David Drábek
- 2018 Fjodor Michajlovič Dostojevskij: Bratři Karamazovi, Dmitrij, režie SKUTR
- 2019 Tankred Dorst: Fernando Krapp mi napsal dopis, Fernando Krapp, režie Jan Holec

### Činoherní klub[13]
- 2007 Anton Pavlovič Čechov: Ivanov, Jevgenij Lvov, režie Martin Čičvák
- 2020 Peter Shaffer: Equus, Frank Strang, režie Martin Čičvák

### Národní divadlo
- 2009 Michal Horáček, Petr Hapka: Kudykam, Štamgast, režie Dodo Gombár *
- 2024 Kateřina Tučková: Bílá Voda, Rudolf Havraj, režie Michal Vajdička

### Divadlo Kalich[14]
- 2013 Gabriela Osvaldová, Ondřej Soukup: Mauglí, Panter Baghíra, režie SKUTR

### Letní shakespearovské slavnosti[15]
- 2015 William Shakespeare: Romeo a Julie, Romeo, režie SKUTR

### Hudební divadlo Karlín[16]
- 2018 Ondřej Gregor Brzobohatý: Legenda jménem Holmes, Profesor Moriarty / Virgil Cromwell, režie Barre Gabriel
- 2023 Lawrence Kasdan: The Bodyguard, The Stalker, Antonín Procházka
- 2023 Lucie Konášová: Anděl Páně, Uriáš, režie Martin Čičvák
- 2024 Scott Brown, Anthony King, Eddie Perfect: Beetlejuice, Beetlejuice, režie Gabriel Barre

### Divadlo v Dlouhé[17]
- 2019 William Shakespeare: Sonety, Účinkující, režie SKUTR
- 2021 Julien Green: Zítřek se nekoná, Marco, režie Hana Burešová
- 2022 Světlana Alexijevičová, Daniel Majling: Konec rudého člověka, Boris, režie Michal Vajdička
- 2022 Emanuel Schikaneder, Wolfgang Amadeus Mozart: Kouzelná flétna, Královna noci, režie SKUTR
- 2023 Petr Stančík: Pravomil, Karel Vaš, režie Tomáš Dianiška
- 2025 István Tasnádi: Kartonový taťka, Karel, režie Michal Vajdička

### Divadlo na Fidlovačce[18]
- 2021 Tomáš Vorel st.: Kouř, Šmíd, režie Šimon Caban

* Za role v takto označených inscenacích byl nominován na Cenu Thálie.